# پروخنووو (استان لهستان بزرگ‌تر)
پروخنووو (به لهستانی:  Próchnowo) یک روستا در لهستان است که در گمینا مارگونگن واقع شده‌است.